# North Bend (Oregon)
North Bend é uma cidade localizada no estado norte-americano de Oregon, no Condado de Coos.

## Demografia
Segundo o censo norte-americano de 2000, a sua população era de 9544 habitantes.
Em 2006, foi estimada uma população de 9846, um aumento de 302 (3.2%).

## Geografia
De acordo com o United States Census Bureau tem uma área de
13,1 km², dos quais 10,1 km² cobertos por terra e 3,0 km² cobertos por água. North Bend localiza-se a aproximadamente 14 m acima do nível do mar.

## Localidades na vizinhança
O diagrama seguinte representa as localidades num raio de 28 km ao redor de North Bend.